# Mecynostomella fusca
Mecynostomella fusca är en nattsländeart som beskrevs av Douglas E. Kimmins 1953. Mecynostomella fusca ingår i släktet Mecynostomella och familjen Kokiriidae. Inga underarter finns listade i Catalogue of Life.